# Phare de Punta Pechiguera
Le phare de Punta Pechiguera ou phare de Pechiguera est un phare situé sur l'extrémité sud-ouest de l'île de Lanzarote, dans les Îles Canaries (Espagne).
Il remplace un ancien phare construit en 1866 qui est maintenant classé comme Bien d'intérêt culturel en Espagne depuis 2002.
Il est géré par l'autorité portuaire de Las Palmas de Gran Canaria (Autoridad Portuaria de Las Palmas).

## Histoire
Le premier phare, qui a été conçu par l'ingénieur Juan de León y Castillo, avait été mis en service en 1866 et se composait d'une tour ronde de 10 mètres devant une maison de gardien de plain-pied. Il a été désactivé en 1988, après la construction du nouveau phare, et en 2002 a été enregistré comme bien d'Intérêt culturel dans la liste de la province de Las Palmas.
Le nouveau phare, qui est construit en pierre blanche, est l'un des phares les plus hauts des Canaries avec 50 mètres de hauteur, ne dépassant pas les 56 m du phare de Maspalomas à Grande Canarie et les 59 mètres du Phare de Morro Jable sur Fuerteventura.
Avec une hauteur focale de 55 mètres au-dessus de la mer, sa lumière peut être vue jusqu'à 17 milles nautiques (31 km) et émet trois éclairs de lumière blanche toutes les trente secondes. En conjonction avec les lumières du phare de Tostón et du phare de Punta Martiño, il marque l'étroit chenal de La Bocayna (en) qui sépare les îles de Lanzarote et Fuerteventura.
Le promontoire de Punta Pechiguera est fait de roches volcaniques. À l'origine assez isolé, on y trouve la station balnéaire de Playa Blanca. Une promenade côtière relie le phare au centre de la station, dont la majorité consiste en une promenade pavée en esplanade le long du front de mer.
En 2008, le phare de Pechiguera a été représenté dans un ensemble de six timbres commémoratifs par le service postal espagnol Correos.
Identifiant : ARLHS : CAI047 ; ES-12129 - Amirauté : D2782 - NGA : 24048 .
|                 |
| Les deux phares |

|                        |
| Le vieux phare de 1866 |

### Lien connexe
- Liste des phares des îles Canaries